# Laurent Lefèvre
Laurent Lefèvre (Maubeuge, Nord – Pas de Calais, 2 de juliol de 1976) va ser un ciclista francès, professional del 1997 al 2010.
El seu germà David, i els seus cosins Olivier Bonnaire i Marion Rousse també s'han dedicat professionalment al ciclisme.

## Palmarès
- 1995
  - 1r a la Ronda de l'Oise
- 1997
  - 1r a la Clàssica d'Ordizia
  - Vencedor d'una etapa a la Volta a Xile
- 2002
  - 1r a la À travers le Morbihan
  - 1r al Gran Premi de Villers-Cotterêts
- 2003
  - Vencedor d'una etapa a la Volta a Baviera
  - Vencedor d'una etapa al Critèrium del Dauphiné Libéré

### Resultats al Tour de França
- 1999. 88è de la classificació general
- 2000. Abandona (10a etapa)
- 2002. 34è de la classificació general
- 2003. 65è de la classificació general
- 2004. No surt (17a etapa)
- 2005. 117è de la classificació general
- 2006. 38è de la classificació general
- 2007. 58è de la classificació general
- 2008. 86è de la classificació general
- 2009. 52è de la classificació general

### Resultats al Giro d'Itàlia
- 2005. 35è de la classificació general
- 2006. 50è de la classificació general

### Resultats a la Volta a Espanya
- 2009. Abandona (9a etapa)